# ISO 3166-2:IT
Artículo principal: ISO 3166-2
ISO 3166-2:IT es la entrada para Italia, parte de los códigos de normalización ISO 3166 publicados por la Organización Internacional de Normalización (ISO), que define los códigos para los nombres de las principales subdivisiones (p.ej., provincias, regiones, etc) de todos los países codificados en ISO 3166-1.
En la actualidad, para Italia los códigos ISO 3166-2 se definen para dos niveles de subdivisiones: 
- 15 regiones y 5 regiones autónomas
- 80 provincias, 2 provincias autónomas, 4 entidades regionales descentralizadas, 6 consorcios municipales libres y 14 ciudades metropolitanas

Cada código consta de dos partes, separadas por un guion. La primera parte es IT, el código para Italia en ISO 3166-1 alfa-2. La segunda parte tiene, según el caso:
- dos cifras: regiones

- dos letras: provincias autónomas, entidades regionales descentralizadas, consorcios municipales libres y ciudades metropolitanas

Para las regiones, la primera cifra indica la región geográfica donde se sitúa la subdivisión:
- 2, 3, 4: Italia del Norte
- 5: Italia central (excepto Lacio)
- 6, 7: Italia Sur (incluye Lacio)
- 8: Italia insular

107 provincias. Cada código comienza con «IT-», seguido de dos letras, que corresponden generalmente a la sigla automovilística italiana con algunas excepciones: la ISO hasta ahora ha mantenido sin cambio los códigos correspondientes a la antigua provincia de Forlì («FO») —ahora provincia de Forlì-Cesena, matrícula «FC»—, y Pésaro («PS») —ahora provincia de Pesaro y Urbino, matrícula «PU», así como Medio Campidano «VS» cuyo nombre se basa en sus dos capitales, Villacidro y Sanluri —.
Los códigos provinciales de dos letras se usaban en las placas de matrículas entre 1905 y 1994 (excepto para Roma, cuyo código siempre ha sido ROMA en vez de RM).
En 1994, se introdujo una nueva demarcación única para toda la nación, eliminando totalmente los códigos provinciales. Esto se demostró impopular, y en 1999 se permitió añadir el antiguo código de dos letras (o "ROMA") en una franja azul a la derecha de la placa, del estilo de la EU, aunque unos años después se eliminó de nuevo, aunque se conserva la franja azul a la derecha.

## Códigos actuales
Los nombres de las subdivisiones se ordenan según el estándar ISO 3166-2 publicado por la Agencia de Mantenimiento ISO 3166 (ISO 3166/MA).
Los códigos ISO 639-1 se usan para representar los nombres de las subdivisiones en los siguientes idiomas oficiales:
- (it): Italiano
- (de): Alemán

Estos códigos son definidos en la norma oficial sin el prefijo ISO 3166-1 correspondiente al país, y por lo tanto no garantizan la singularidad en un contexto global por sí solos. Pueden ser completados añadiendo «IT-».
Los códigos y los nombres de las subdivisiones figuran están listados como en la norma oficial publicada por la Agencia de Mantenimiento de la norma ISO 3166 (ISO 3166/MA). 
Las columnas se pueden ordenar en orden alfabético haciendo clic en sus respectivos botones.

### Regiones
| Código | Código completado | Región        |
| ------ | ----------------- | ------------- |
| 65     | IT-65             | Abruzos       |
| 77     | IT-77             | Basilicata    |
| 78     | IT-78             | Calabria      |
| 72     | IT-72             | Campania      |
| 45     | IT-45             | Emilia-Romaña |
| 62     | IT-62             | Lacio         |
| 42     | IT-41             | Liguria       |
| 25     | IT-25             | Lombardía     |
| 57     | IT-57             | Marcas        |
| 67     | IT-67             | Molise        |
| 21     | IT-21             | Piamonte      |
| 75     | IT-75             | Apulia        |
| 52     | IT-52             | Toscana       |
| 55     | IT-55             | Umbría        |
| 34     | IT-34             | Véneto        |

### Regiones autónomas
| Código | Nombre de la subdivisión (es) | Nombre de la subdivisión (it) |
| ------ | ----------------------------- | ----------------------------- |
| IT-36  | Friul-Venecia Julia           | Friuli-Venezia Giulia         |
| IT-88  | Cerdeña                       | Sardegna                      |
| IT-82  | Sicilia                       | Sicilia                       |
| IT-32  | Trentino-Alto Adigio          | Trentino-Alto Adige           |
| IT-23  | Valle de Aosta                | Valle d'Aosta                 |

### Ciudades metropolitanas
| Código | Ciudad metropolitana                      | Región        |
| ------ | ----------------------------------------- | ------------- |
| IT-BA  | Ciudad metropolitana de Bari              | Apulia        |
| IT-BO  | Ciudad metropolitana de Bolonia           | Emilia-Romaña |
| IT-CA  | Ciudad metropolitana de Cagliari          | Cerdeña       |
| IT-CT  | Ciudad metropolitana de Catania           | Sicilia       |
| IT-FI  | Ciudad metropolitana de Florencia         | Toscana       |
| IT-GE  | Ciudad metropolitana de Génova            | Liguria       |
| IT-ME  | Ciudad metropolitana de Mesina            | Sicilia       |
| IT-MI  | Ciudad metropolitana de Milán             | Lombardía     |
| IT-NA  | Ciudad metropolitana de Nápoles           | Campania      |
| IT-PA  | Ciudad metropolitana de Palermo           | Sicilia       |
| IT-RC  | Ciudad metropolitana de Regio de Calabria | Calabria      |
| IT-RM  | Ciudad metropolitana de Roma Capital      | Lacio         |
| IT-TO  | Ciudad metropolitana de Turín             | Piamonte      |
| IT-VE  | Ciudad metropolitana de Venecia           | Véneto        |

### Provincias
| Código | Provincia                         | Región         |
| ------ | --------------------------------- | -------------- |
| IT-AL  | Provincia de Alessandria          | Piamonte       |
| IT-AN  | Provincia de Ancona               | Marcas         |
| IT-AO  | Provincia de Aosta                | Valle de Aosta |
| IT-AP  | Provincia de Ascoli Piceno        | Marcas         |
| IT-AQ  | Provincia de L'Aquila             | Abruzos        |
| IT-AR  | Provincia de Arezzo               | Toscana        |
| IT-AT  | Provincia de Asti                 | Piamonte       |
| IT-AV  | Provincia de Avellino             | Campania       |
| IT-BG  | Provincia de Bérgamo              | Lombardía      |
| IT-BI  | Provincia de Biella               | Piamonte       |
| IT-BL  | Provincia de Belluno              | Véneto         |
| IT-BN  | Provincia de Benevento            | Campania       |
| IT-BR  | Provincia de Brindisi             | Apulia         |
| IT-BS  | Provincia de Brescia              | Lombardía      |
| IT-BT  | Barletta-Andria-Trani             | Apulia         |
| IT-CB  | Provincia de Campobasso           | Molise         |
| IT-CE  | Provincia de Caserta              | Campania       |
| IT-CH  | Provincia de Chieti               | Abruzos        |
| IT-CN  | Provincia de Cuneo                | Piamonte       |
| IT-CO  | Provincia de Como                 | Lombardía      |
| IT-CR  | Provincia de Cremona              | Lombardía      |
| IT-CS  | Provincia de Cosenza              | Calabria       |
| IT-CZ  | Provincia de Catanzaro            | Calabria       |
| IT-FE  | Provincia de Ferrara              | Emilia-Romaña  |
| IT-FG  | Provincia de Foggia               | Apulia         |
| IT-FM  | Fermo                             | Marcas         |
| IT-FO  | Provincia de Forlì-Cesena         | Emilia-Romaña  |
| IT-FR  | Provincia de Frosinone            | Lacio          |
| IT-GR  | Provincia de Grosseto             | Toscana        |
| IT-IM  | Provincia de Imperia              | Liguria        |
| IT-IS  | Provincia de Isernia              | Molise         |
| IT-KR  | Provincia de Crotona              | Calabria       |
| IT-LC  | Provincia de Lecco                | Lombardía      |
| IT-LE  | Provincia de Lecce                | Apulia         |
| IT-LI  | Provincia de Livorno              | Toscana        |
| IT-LO  | Provincia de Lodi                 | Lombardía      |
| IT-LT  | Provincia de Latina               | Lacio          |
| IT-LU  | Provincia de Lucca                | Toscana        |
| IT-MB  | Provincia de Monza y Brianza      | Lombardía      |
| IT-MC  | Provincia de Macerata             | Marcas         |
| IT-MN  | Provincia de Mantua               | Lombardía      |
| IT-MO  | Provincia de Módena               | Emilia-Romaña  |
| IT-MS  | Provincia de Massa-Carrara        | Toscana        |
| IT-MT  | Provincia de Matera               | Basilicata     |
| IT-NO  | Provincia de Novara               | Piamonte       |
| IT-NU  | Provincia de Nuoro                | Cerdeña        |
| IT-OR  | Provincia de Oristano             | Cerdeña        |
| IT-PC  | Provincia de Piacenza             | Emilia-Romaña  |
| IT-PD  | Provincia de Padua                | Véneto         |
| IT-PE  | Provincia de Pescara              | Abruzos        |
| IT-PG  | Provincia de Perugia              | Umbría         |
| IT-PI  | Provincia de Pisa                 | Toscana        |
| IT-PO  | Provincia de Prato                | Toscana        |
| IT-PR  | Provincia de Parma                | Emilia-Romaña  |
| IT-PS  | Provincia de Pesaro y Urbino      | Marcas         |
| IT-PT  | Provincia de Pistoia              | Toscana        |
| IT-PU  | Pesaro e Urbino                   | Marcas         |
| IT-PV  | Provincia de Pavía                | Lombardía      |
| IT-PZ  | Provincia de Potenza              | Basilicata     |
| IT-RA  | Provincia de Rávena               | Emilia-Romaña  |
| IT-RE  | Provincia de Reggio Emilia        | Emilia-Romaña  |
| IT-RI  | Provincia de Rieti                | Lacio          |
| IT-RN  | Provincia de Rímini               | Emilia-Romaña  |
| IT-RO  | Provincia de Rovigo               | Véneto         |
| IT-SA  | Provincia de Salerno              | Campania       |
| IT-SI  | Provincia de Siena                | Toscana        |
| IT-SO  | Provincia de Sondrio              | Lombardía      |
| IT-SP  | Provincia de La Spezia            | Liguria        |
| IT-SS  | Provincia de Sassari              | Cerdeña        |
| IT-SV  | Provincia de Savona               | Liguria        |
| IT-TA  | Provincia de Tarento              | Apulia         |
| IT-TE  | Provincia de Teramo               | Abruzos        |
| IT-TR  | Provincia de Terni                | Umbría         |
| IT-TV  | Provincia de Treviso              | Véneto         |
| IT-VA  | Provincia de Varese               | Lombardía      |
| IT-VB  | Provincia de Verbano-Cusio-Ossola | Piamonte       |
| IT-VC  | Provincia de Vercelli             | Piamonte       |
| IT-VI  | Provincia de Vicenza              | Véneto         |
| IT-VR  | Provincia de Verona               | Véneto         |
| IT-VT  | Provincia de Viterbo              | Lacio          |
| IT-VV  | Provincia de Vibo Valentia        | Calabria       |

### Provincias autónomas (Trentino-Alto Adigio)
| Código | Provincia            |
| ------ | -------------------- |
| IT-BZ  | Provincia de Bolzano |
| IT-TN  | Provincia de Trento  |

### Entidades regionales descentralizadas (Friul-Venecia Julia)
| Código | Nombre de la subdivisión |
| ------ | ------------------------ |
| IT-GO  | Gorizia                  |
| IT-PN  | Pordenone                |
| IT-TS  | Trieste                  |
| IT-UD  | Udine                    |

### Consorcios municipales libres (Sicilia)
| Código | Nombre de la subdivisión   |
| ------ | -------------------------- |
| IT-AG  | Provincia de Agrigento     |
| IT-CL  | Provincia de Caltanissetta |
| IT-EN  | Provincia de Enna          |
| IT-RG  | Provincia de Ragusa        |
| IT-SR  | Provincia de Siracusa      |
| IT-TP  | Provincia de Trapani       |

## Actualizaciones
En el momento de la primera publicación de la 3166-2 en 1998 los códigos identificaban las 20 regiones italianas y las 100 provincias existentes. Se hicieron dos actualizaciones, anunciadas por la ISO 3166/MA en las siguientes publicaciones:
| Boletín informativo           | Fecha de publicación                 | Descripción del cambio en el boletín informativo | Cambio de código o subdivisión |
| ----------------------------- | ------------------------------------ | --- | --- |
| I-1                           | 2000-06-21                           | Corrección de errores de ortografía de los nombres de 2 provincias: Massa → Massa-Carrara; Pesaro → Pesaro y Urbino | |
| I-8                           | 2007-04-17                           | Modificación de la estructura administrativa. Se añadieron los códigos correspondientes a cuatro nuevas provincias: provincia de Carbonia-Iglesias (IT-CI), provincia del Medio Campidano (IT-VS), provincia de Ogliastra (IT-OG) y provincia de Olbia-Tempio (IT-OT).Las tres últimas provincias que entraron en vigor en junio de 2009 aún no tienen código asignado (provincia de Barletta-Andria-Trani, provincia de Fermo y Provincia de Monza y Brianza).                                                                                                | Subdivisiones añadidas: IT-CI Carbonia-Iglesias IT-VS Medio Campidano IT-OG Ogliastra IT-OT Olbia-Tempio |
| II-1                          | 2010-02-03 (corregido el 2010-02-19) | Se añade el prefijo del código nacional como primer elemento del código Actualización administrativa | Subdivisiones añadidas: IT-BT Barletta-Andria-Trani IT-FM Fermo IT-MB Monza e Brianza Códigos: IT-FO Forlì → IT-FC Forlì-Cesena |
| II-2                          | 2010-06-30                           | Correcciones de los informes I-1 e I-8 | Códigos: (para corregir diferencias entre informes) Medio Campidano: IT-MA → IT-VS Olbia-Tempio IT-OL → IT-OT Pesaro e Urbino IT-PS → IT-PU |
| Plataforma en línea de la ISO | 2019-04-09                           | Se añade la provincia IT-SD; Se añaden categorías de nombres: consorcios comunales libres y ciudades metropolitanas, en italiano, inglés y francés; Cambia el nombre de la categoría: - De provincias a consorcios comunales libres para IT-AG, IT-CL, IT-EN, IT-RG, IT-SR, IT-TP; - De provincias a ciudades metropolitanas para IT-BA, IT-BO, IT-CA, IT-CT, IT-FI, IT-GE, IT-ME, IT-MI, IT-NA, IT-PA, IT-RC, IT-RM, IT-TO, IT-VE; Se suprimen las provincias IT-CI, IT-GO, IT-OG, IT-OT, IT-PN, IT-TS, IT-UD, IT-VS; Lista original actualizada              | Subdivisiones eliminadas: 8 provincias (véase abajo) Subdivisiones añadidas: IT-SD Cerdeña Sur Cambios de categoría: Provincias → consorcios comunales: libres: IT-AG, IT-CL, IT-EN, IT-RG, IT-SR, IT-TP provincia → ciudad metropolitana: IT-BA, IT-BO, IT-CA, IT-CT, IT-FI, IT-GE, IT-ME, IT-MI, IT-NA, IT-PA, IT-RC, IT-RM, IT-TO, IT-VE |
| Plataforma en línea de la ISO | 2019-11-22                           | Se suprime la provincia IT-AO Cambios ortográficos: - IT-36; - en inglés de la categoría: consorcios comunales libres a consorcios municipales libres; - en italiano de libero consorzion communale a libero consorzio comunale ; - en italiano de città metropolitan to città metropolitana; - Se añaden dos nombre de categoría: región autónoma y provincia autónoma; Categorías que cambian de nombre: de región a región autónoma para IT-23, IT-32, IT-36, IT-82, IT-88; de provincia a provincia autónoma para IT-BZ, IT-TN; Lista original actualizada | Cambios de nombre: IT-36 Friuli-Venezia Giulia → consorcios comunales libres de Friuli Venezia Giulia → consorcios municipales libres Subdivisiones eliminadas: T-AO Aosta Cambios de categoría: región → región autónoma: IT-23, IT-32, IT-36, IT-82, IT-88: provincia → provincia autónoma: IT-BZ, IT-TN:                                 |
| Plataforma en línea de la ISO | 2020-11-24                           | Corrección del código de subdivisión: de IT-SD a IT-SU; Se añaden las categorías: entidad regionales descentralizadas para IT-GO, IT-PN, IT-TS, IT-UD; Lista original actualizada | Cambios de códigos: IT-SD → IT-SU Cerdeña Sur Subdivisiones añadidas: IT-GO Gorizia; IT-PN Pordenone; IT-TS Trieste ;IT-UD Udine |

### Códigos suprimidos el 9 de abril de 2019
| Código | Nombre de la subdivisión       | Región              | Absorbido por |
| ------ | ------------------------------ | ------------------- | ------------- |
| IT-CI  | Provincia de Carbonia-Iglesias | Cerdeña             | SD            |
| IT-GO  | Gorizia                        | Friul-Venecia Julia | 36            |
| IT-VS  | Medio Campidano                | Cerdeña             | SD            |
| IT-OG  | Ogliastra                      | Cerdeña             | NU, SD        |
| IT-OT  | Olbia-Tempio                   | Cerdeña             | SS            |
| IT-PN  | Pordenone                      | Friul-Venecia Julia | 36            |
| IT-TS  | Trieste                        | Friul-Venecia Julia | 36            |
| IT-UD  | Udine                          | Friul-Venecia Julia | 36            |

1. ^ Volver a:a b c d Estas provincias se han transformado en uniones de territorios inter-comunales, representados  colectivamente en ISO 3166-2:IT como la región de Friul-Venecia Julia.

### Código suprimido el 22 de noviembre de 2019
| Código | Nombre de la subdivisión | Región         |
| ------ | ------------------------ | -------------- |
| IT-AO  | Aosta, Aoste (fr)        | Valle de Aosta |